# Holden straight-six
Holden straight-six — серия рядных шестицилиндровых бензиновых двигателей внутреннего сгорания, выпускавшихся с 1948 по 1986 год австралийской компанией Holden в Мельбурне. Первым двигателем семейства стал Grey, а за ним последовали Red, Blue, Black и Starfire (четырёхцилиндровый двигатель). Шестицилиндровые двигатели устанавливались на все австралийские автомобили тех же лет выпуска, а четырёхцилиндровый двигатель Starfire, в частности, нашёл своё применение в Toyota Corona (XT30). Двигатель Grey отличается от других двигателей, в то время как Red, Blue, Black и даже Starfire взаимосвязаны со многими общими деталями и отливками.

## Grey
Двигатель Grey, выпускавшийся с 1948 по 2 августа 1963 года, имел серый блок цилиндров. Впервые двигатель был представлен на Holden 48-215 (и его вариантах), где сочетался в паре с трёхступенчатой трансмиссией. Трёхступенчатая автоматическая трансмиссия GM Roto-Hydramatic 240 опционально устанавливалась на последние автомобили серий EK и EJ.
Рабочий объём двигателя Grey составлял 2160 см3. Двигатель развивал мощность 45 кВт (60 л. с.). С появлением серии FE в 1956 году мощность двигателя была увеличена до 53 кВт (72 л. с.) за счёт увеличения степени сжатия до 6,8:1. В 1960 году серия FC была заменена серией FB, а объём двигателя был увеличен до 2260 см3. Степень сжатия, в свою очередь, была увеличена до 7,8:1. Двигатель развивал мощность 57 кВт (76 л. с.) при 4200 об/мин и крутящий момент 162 Н·м при 1400 об/мин. Двигатель Grey имел конструкцию с низким напряжением для высокой надёжности и отличался низкой степенью сжатия. Из-за повсеместного распространения двигатели были популярны для гонок и устанавливались на многие автомобили с открытыми колёсами, включая гоночные автомобили Holden. Благодаря низкому крутящему моменту двигатели также применялись в лодках и вилочных погрузчиках.
Двигатель Grey имел чугунные блоки цилиндров и их головки без поперечного потока. Имелись три сиамских (общих) впускных отверстия для цилиндров 1—2, 3—4 и 5—6, два отдельных выпускных отверстия для цилиндров 1 и 6 и два сиамских выпускных отверстия для цилиндров 2—3 и 4—5 в компоновке с одной стороны литой головки. Входные отверстия питались от одноствольного карбюратора Stromberg в общем исполнении и оснащались традиционным для Кеттеринга зажиганием от катушки и распределителя. Напряжение электрической системы составляло 6 вольт в моделях 48-215 и FJ. Самые ранние двигатели Grey (с ресурсом около 100000 км) были оснащены аксессуарами Delco-Remy, хотя на протяжении всего производственного срока их заменили аналоги Lucas и Bosch.
Первый двигатель, выпускавшийся до июля 1956 года, обозначался номером 1001. Позже кодовое обозначение сменилось на L283373, а напряжение электрической сети стало составлять 12 вольт. Префикс «U» был введён для двигателей с оригинальной электрикой, установленной на FJ utility и панельных фургонах, снятых с производства, соответственно, в феврале и мае 1957 года. Изменение вступило в силу с появлением двигателя U283384. Был введён префикс «B», а последовательность номеров была сброшена с появлением 2,3-литрового двигателя, и в итоге префикс «B» был заменён префиксом «J» для двигателей, которые в 1962 году начали устанавливаться на EJ.

### Применения
- 1948—1953 Holden FX
  - 1948—1953 Holden 48-215 (седан)
  - 1951—1953 50-2106 (ют)
  - 1953 48-215-257 (такси/седан бизнес-класса, иногда сокращается до 48-217)
- 1953—1956 Holden FJ
- 1956—1958 Holden FE
- 1958—1960 Holden FC
- 1960—1961 Holden FB
- 1961—1962 Holden EK
- 1962—1963 Holden EJ

## Red
| Двигатель        | Объём            | Степень сжатия | Мощность | Мощность |
| Двигатель        | Объём            | Степень сжатия | л. с.    | кВт      |
| ---------------- | ---------------- | -------------- | -------- | -------- |
| 173 cu in Red I6 | 2,8 л (2835 см3) | Низкая         | 112      | 84       |
| 173 cu in Red I6 | 2,8 л (2835 см3) | Высокая        | 118      | 88       |
| 202 cu in Red I6 | 3,3 л (3298 см3) | Низкая         | 129      | 96       |
| 202 cu in Red I6 | 3,3 л (3298 см3) | Высокая        | 135      | 101      |

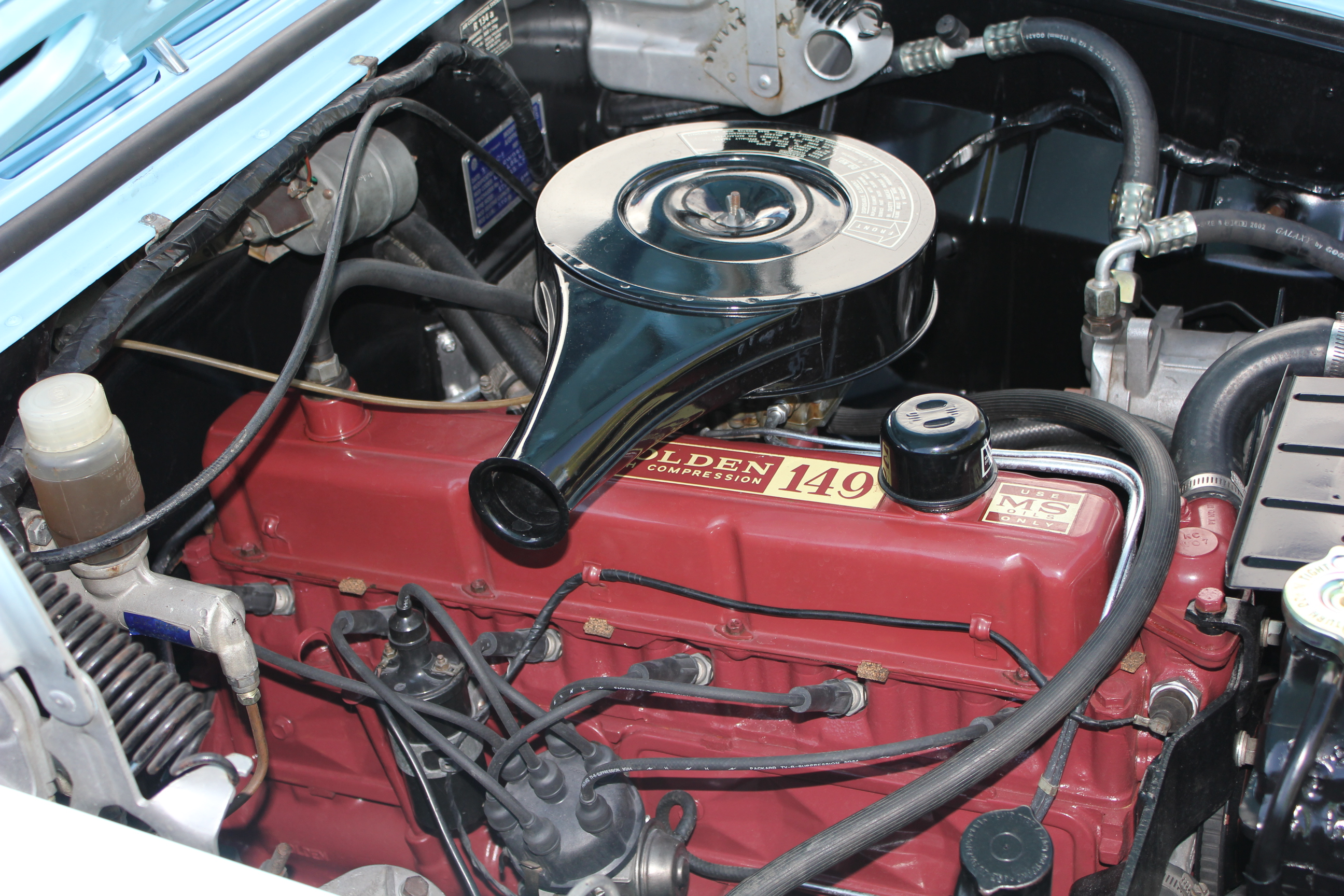
Red

Двигатель Red, заменивший двигатель Grey, выпускался в период с 1963 по 1980 год. Red был полностью разработан «с нуля» и не являлся дальнейшим развитием двигателя Grey. Он отличался коленвалом с семью подшипниками, полнопоточным масляным фильтром и гидравлическими толкателями клапанов. Блок цилиндров окрашен в красный цвет.
Впервые двигатель Red был представлен на Holden EH. Его рабочий объём варьировался от 2447 до 2930 см3, а мощность варьировалась от 75 до 86 кВт (100—115 л. с.). Таким образом, мощность двигателя Red была увеличена на 33—53%, по сравнению с двигателем Grey.
Первоначально объём двигателя не отливался на блоках цилиндров. Модель EH с двигателем 179 CID обозначалась буквосочетанием «HP» (для обозначения высокопроизводительного двигателя). Маркировка мощности началась в январе 1965 года в рамках подготовки к выпуску модели HD в феврале 1965 года. Это также включало в себя последние коммерческие модели EH, производство которых было прекращено в июне 1965 года. С января 1965 года все двигатели имели свои мощности.
До января 1968 года все двигатели Red имели кованые стальные коленвалы (за исключением некоторых автомобилей модели HR для полевых испытаний). С открытием 10 февраля 1967 года премьер-министром Гарольдом Холтом завода Holden's Nodular Iron Foundry (единственного в Австралии) началось производство коленчатых валов из чугуна с шаровидным графитом, а также других продуктов.
Коленвалы из чугуна с шаровидным графитом впервые были выпущены для полевых испытаний в некоторых двигателях, которые применялись в Holden HR. Начиная с двигателя под номером A121465, в феврале 1967 года, двигатели были идентифицированы с помощью другого гармонического балансира с V-образной кольцевой канавкой. Полноценный серийный выпуск так называемого «литого» коленчатого вала в двигателе Red состоялся с января 1968 года в модели HK. Кованые стальные коленвалы, однако, всё ещё оставались в опциональных вариантах двигателей, таких как X2, включая все двигатели 186S и LC 186 XU1. Стандартный цвет двигателя также изменился в HK на Rocket Red. В 1978 году цвет двигателя Red был изменён на новую вариацию под названием Rocket Red MkII (код Dulux 31036).

### Варианты мощности
- 130 — южноафриканские и другие экспортные модели HQ
- 138 — LC & LJ Torana
- 149
- 161
- 173
- 179
- 186
- 202

### Применения

#### Holden Standard, Special, Premier (1963—1968)
- 1963—1965 Holden EH
- 1965—1966 Holden HD
- 1966—1968 Holden HR

#### Holden Belmont, Kingswood, Premier (1968—1980)
- 1968—1969 Holden HK
- 1969—1970 Holden HT
- 1970—1971 Holden HG
- 1971—1974 Holden HQ
- 1974—1976 Holden HJ
- 1976—1977 Holden HX
- 1977—1980 Holden HZ

#### Holden Commodore (1978—1980)
- 1978—1980 Holden Commodore VB

#### Holden Torana (1969—1979)
- 1969—1971 Holden Torana LC
- 1972—1974 Holden Torana LJ
- 1974—1975 Holden Torana LH
- 1976—1978 Holden Torana LX
- 1978—1979 Holden Torana UC

#### Bedford (1971—1979)
- 1971—1979 Bedford CF (Австралия)

## Blue

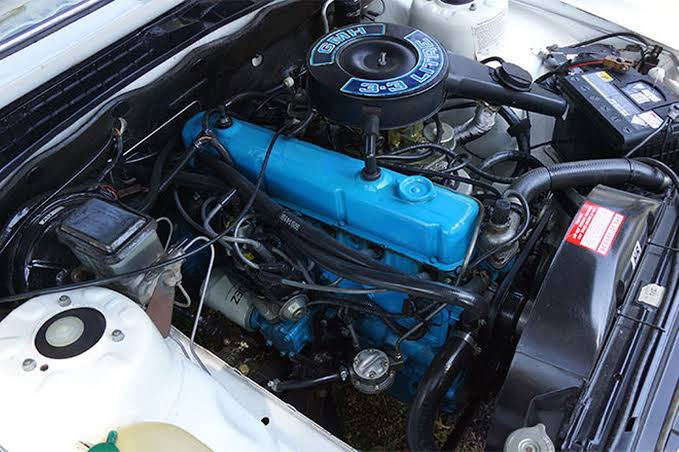
Blue

Двигатель Blue дебютировал в 1980 году на VC Commodore. Он являлся дальнейшим развитием двигателя Red и включал в себя несколько улучшений. Наиболее заметное изменение — полная переработка головки блока цилиндров. Головка была модернизирована до 12-портовой конструкции с отдельными портами для каждого цилиндра и пересмотренным распределительным валом T5. Коленвал 3,3-литрового двигателя имел противовесы на каждом ходу, а шатуны стали более прочными. В стандартную комплектацию входил двухкамерный карбюратор Varajet, а также выпускной коллектор с двойным выпуском и распределитель Bosch HEI. Объём варьировался от 2,85 до 3,3 л.

### Применения
- 1980—1985 Holden WB
- 1980—1981 Holden Commodore VC
- 1981—1984 Holden Commodore VH

## Black

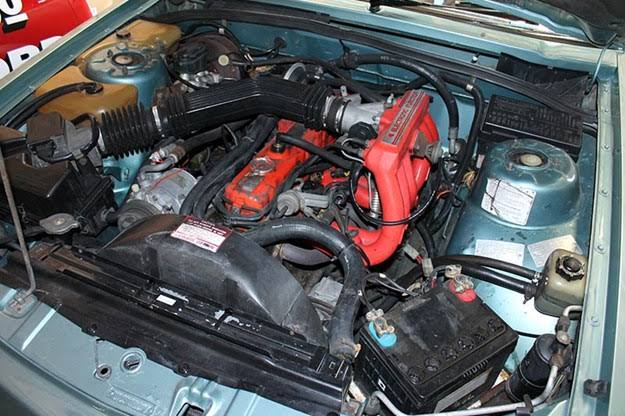
Black

Двигатель Black дебютировал в 1984 году на VK Commodore. Объём двигателя составлял 3,3 литра. Двигатель выпускался как в карбюраторном, так и в инжекторном исполнении. Карбюраторный двигатель был почти идентичен двигателю Blue, основное отличие заключалось в использовании управляемой компьютером искровой синхронизации (EST), которая захватывала момент газораспределения из области маховика. Порты были расположены немного шире, что означало, что коллекторы не будут просто взаимозаменяться. Инжекторный двигатель использовал многоточечный впрыск топлива Bosch LE-2 Jetronic и отличался длинным впускным коллектором, трубчатым выпускным коллектором 6—3—1 и обычным зажиганием HEI. Также двигатель имел немного другие впускные отверстия головки блока цилиндров для улучшения прохождения воздуха (наряду с расположением вырезов для топливных форсунок) и пересмотренные спецификации распределительного вала, а также обеспечивал превосходную производительность и экономию топлива по сравнению с карбюраторной версией. В 1986 году в моторной гамме VL Commodore рядные шестицилиндровые двигатели Holden были заменены двигателями Nissan RB30E и RB20E. Ожидание стандартов выбросов и требование к неэтилированному топливу затруднили реконструкцию австралийского двигателя.

### Применения
- 1984—1986 Holden Commodore VK

## Starfire

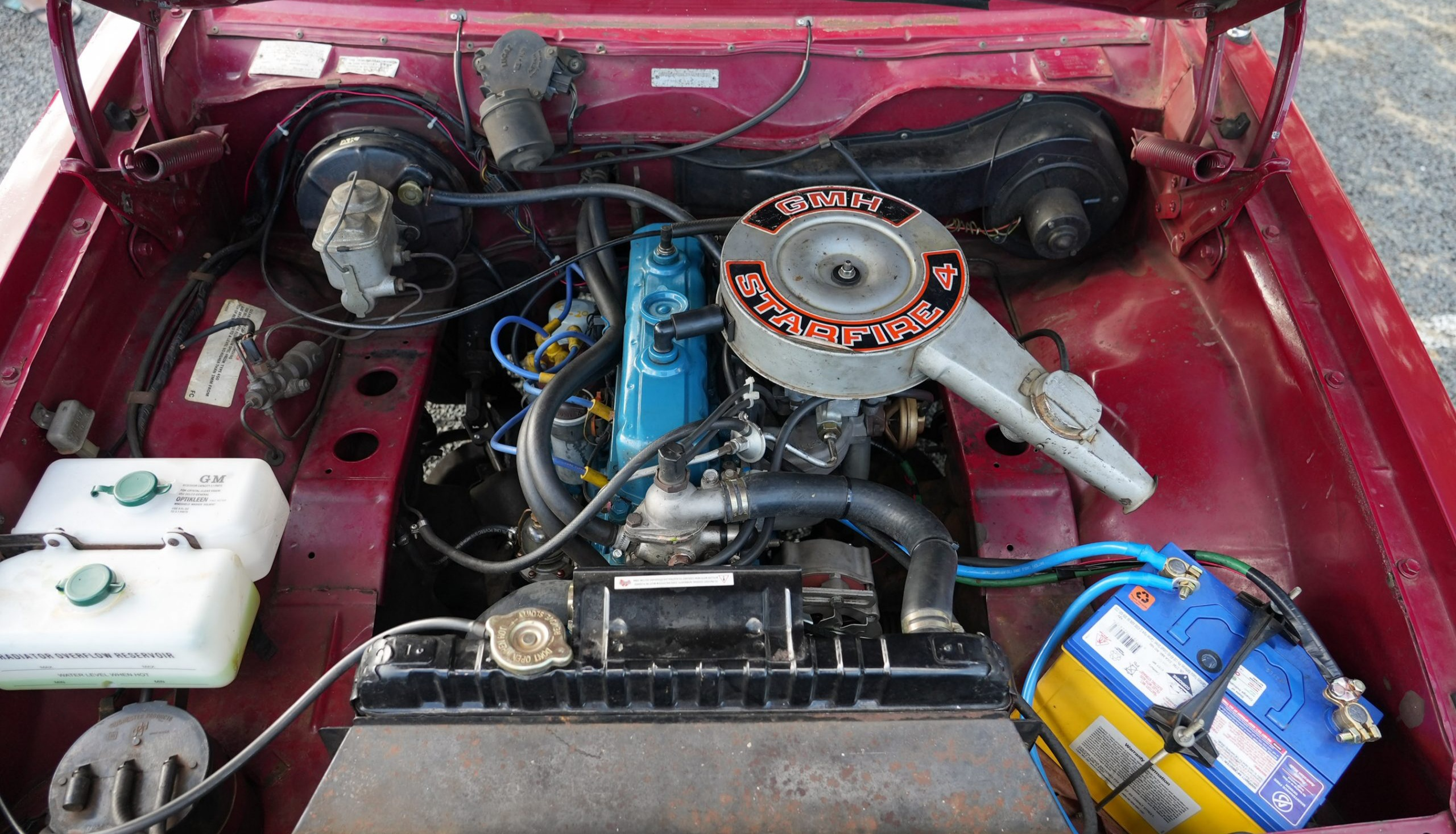
Starfire

1,9-литровый (1892 см3) четырёхцилиндровый двигатель Starfire выпускался на базе 2,85-литрового рядного шестицилиндрового двигателя. Впервые двигатель был представлен в 1978 году во время производственного цикла UC Sunbird, заменив 1,9-литровый двигатель Opel, который применялся в LH, LX и UC Torana/Sunbird.
Пиковая мощность двигателя составляла 58 кВт (78 л. с.). Двигатель обеспечивал разгон до 100 км/ч за 17,5 сек. на VC Commodore. Производительность этого варианта означала необходимость сильно давить на педаль газа, что приводило к расходу топлива по аналогии с рядными шестицилиндровыми двигателями. Из-за этого двигатель часто называли Misfire или Backfire. На австралийском рынке преемником двигателя Starfire стал двигатель OHC Camtech, который применялся в Camira, однако до 1986 года двигатель выпускался в Новой Зеландии, где устанавливался на VK Commodore.
В Австралии двигатель также устанавливался на Corona XT30. Двигатели, которые устанавливались на автомобили Toyota, получили некоторые небольшие отличия в виде уникального распределительного вала, коллектора и карбюратора. Двигатель получил название «1X» и развивал мощность 58 кВт (78 л. с.) при 4800 об/мин и крутящий момент 136 Н⋅м при 2400 об/мин.

### Применения
- 1978—1980 Holden Sunbird (UC) (версия с красным блоком цилиндров)
- 1980—1981 Holden Commodore VC
- 1981—1984 Holden Commodore VH
- 1984—1986 Holden Commodore VK (Новая Зеландия)
- 1979—1982 Toyota Corona (XT130)

## ADR27A Compliance
Двигатель был разработан по австралийским правилам проектирования, определяющим нормы выбросов испарений топлива и выхлопных газов для австралийских легковых автомобилей. Правила вступили в силу 1 июля 1976 года с целью снижения загрязнения воздуха. Двигатели, которые соответствовали стандарту ADR27A:
- Red (только после 1 июля 1976 года)
- Blue
- Black
- Starfire

Эти двигатели были оснащены системами контроля выбросов, что обычно приводило к снижению мощности двигателя. В таблице сравнивается производительность двигателя 202ci Red в версиях, совместимых с предварительной версией и версией ADR27A:
|                        | Мощность                           | Крутящий момент         |
| ---------------------- | ---------------------------------- | ----------------------- |
| До ADR27A              | 135 л. с. (99 кВт) при 4400 об/мин | 263 Н⋅м при 2000 об/мин |
| Совместимость с ADR27A | 109 л. с. (80 кВт) при 3900 об/мин | 251 Н⋅м при 1400 об/мин |